# Rebelde (album)
Rebelde este numele primului album al trupei mexicane RBD. A fost lansat în 2004 în Mexic și pe 11 ianuarie 2005 în Statele Unite. Albumul a fost produs de Max DiCarlo, Carlos Lara, Armando Avila, Camilo Lara și Pedro Damián au fost producătorii executivi. Albumul a avut trei hituri în Topul Mexican:"Rebelde", tema folosită pentru telenovela cu același nume,  "Solo quédate en silencio" și "Sálvame", acesta a fost cel mai ascultat cântec al grupului mexican în țara natală.
Al patrulea single din album a fost lansat și difuzat la radio, "Un póco de tu amor" a ocupat locul 2 în Topul Oficial Mexican (Top 100).

## Cântece
1. "Rebelde" (DJ Kafka,[3] Max Di Carlo) — 3:32
2. "Sólo Quédate En Silencio" (Mauricio Arriaga) — 3:37
3. "Otro Día Que Va" (DJ Kafka, Max Di Carlo) — 3:27
4. "Un Poco De Tu Amor" (DJ Kafka, Max Di Carlo) — 3:24
5. "Enséñame" (Javier Calderón) — 3:38
6. "Futuro Ex-Novio" (Sean & Dane,[4] Steve Smith, Anthony Anderson, Michkin Boyzo) — 2:57
7. "Tenerte Y Quererte" (Guy Roche, Amy Powers, Max Di Carlo)— 3:24
8. "Cuando El Amor Se Acaba" (José Manuel Pérez Marino) — 3:18
9. "Santa No Soy (I Ain't No Saint)" (J. Sim,[5] Pontus Söderqvist, Nick Nice, Michkin Boyzo) — 3:07
10. "Fuego" (Double N,[6] RamPac,[7] Papa Dee, Michkin Boyzo) — 2:59
11. "Sálvame" (DJ Kafka, Max Di Carlo, Pedro Damián) — 3:43

### Edición Diamante
1. "Rebelde (versiunea portugheză)" (DJ Kafka, Max Di Carlo, Cláudio Rabello) — 3:34
2. "Fique Em Silêncio" (Mauricio Arriaga, Cláudio Rabello) — 3:41
3. "Querer-Te" (Roche, Powers, Rabello)— 3:18
4. Photo Gallery
5. Wallpapers & Icons
6. Documentary
7. RBD Game

## Topuri

### Album
| Anul | Top                     | Poziție de top |
| ---- | ----------------------- | -------------- |
| 2004 | Topul Mexican (albume)  | 1 (12)         |
| 2005 | S.U.A. Billboard 200    | 95             |
| 2005 | S.U.A. Top Heatseekers  | 1              |
| 2005 | S.U.A. Latin Pop        | 1              |
| 2005 | S.U.A. Top Latin Albums | 2              |
| 2006 | Topul Spaniol (Albume)  | 1 (6)          |

| Poziția | 80 | 70 | 63 | 15 | 5 | 1 | 1 | 1 | 1 | 1 | 2 | 2 | 2 | 4 | 8 |  |  |  |  |  |

### Certificări și vânzări
| Regiune | Certificări         | Vânzări  |
| --- | ------------------- | -------- |
| Brazilia (ABPD)                                                                                               | Gold                | 50.000*  |
| Chile (IFPI Chile)                                                                                            | Platinum            | 20,000^  |
| Colombia (ASINCOL)                                                                                            | 3× Platinum         | 60,000^  |
| Ecuador (IFPI)                                                                                                | Gold                | 3,000x   |
| Mexic (AMPROFON)                                                                                              | Diamond+Gold        | 550.000^ |
| Spania (PROMUSICAE)                                                                                           | 2× Platinum         | 200.000^ |
| Statele Unite (RIAA)                                                                                          | 4× Platinum (Latin) | 400.000^ |
| ^cifrele cargo sunt bazate pe un singur certificat xcifrele nespecificate sunt bazate pe un singur certificat |                     |          |

|}

## Premii
| An   | Ceremonie                    | Premiu                                           | Rezultat     |
| ---- | ---------------------------- | ------------------------------------------------ | ------------ |
| 2005 | Premios Oye!                 | Pop Album of the Year - Duo or Group             | Câștigat     |
| 2005 | Premios Oye!                 | Best Selling Pop Album of the Year               | Câștigat     |
| 2005 | Premios Juventud             | Me Muero Sin Ese CD                              | Câștigat     |
| 2005 | Premios Juventud             | Canción Corta-Venas for Solo Quédate En Silencio | Câștigat     |
| 2006 | Billboard Latin Music Awards | Latin Pop Album of the Year, Duo or Group        | Câștigat     |
| 2006 | Billboard Latin Music Awards | Latin Pop Album of the Year, New Artist          | Câștigat     |
| 2006 | Billboard Latin Music Awards | Top Latin Albums Artist of the Year              | Nominalizare |
| 2006 | TVyNovelas Award             | Best Musical Theme for Rebelde                   | Câștigat     |